# Quale senso abbiamo noi
Quale senso abbiamo noi è un brano musicale di Zucchero Fornaciari, pubblicato il 1º novembre 2013 come singolo di traino per il mercato italiano dell'album live Una rosa blanca, del quale rappresenta l'unico inedito.

## Descrizione
Il bluesman reggiano ha affermato che «la canzone doveva far parte dell'album La sesión cubana, ma il testo non era pronto a quel tempo, ed è stato completato insieme a Tricarico solo più tardi». Il brano vuole essere una critica alle persone che affermano di avere verità assolute sul senso dell'esistenza e cercano di importi il loro stile di vita «nella loro folle lucidità».
Per quanto riguarda la parte musicale, incisa a L'Avana nell'agosto del 2013, sono state riprese alcune parti di composizioni di Pëtr Il'ič Čajkovskij e di Johann Sebastian Bach, che ritornano frequentemente anche in altre canzoni di musica leggera, come, per esempio, Doot-Doot dei Freur, contenuto nell'album Doot-Doot.

### Accuse di plagio
Nell'ottobre 2014, Zucchero fu accusato di plagio da Albert One, che sosteneva che la melodia del ritornello di Quale senso abbiamo noi fosse copiata da quella del suo brano Sunshine del 2003.
Nel marzo 2018 la vicenda, attraverso la sentenza n°6509, si risolse con la completa assoluzione di Zucchero, Tricarico e della Universal Music Group. In particolare il Consulente Tecnico d'Ufficio concluse «affermando l'insussistenza del requisito dell'originalità dell'opera musicale, trattandosi di un frammento del tutto comune e ampiamente sfruttato in ogni genere e ambito musicale». Il Tribunale di Milano, pertanto, ritenne «non tutelabile il breve nucleo melodico, in quanto banale e diffusissimo (tanto da essere utilizzato anche da compositori classici oltremodo risalenti), risultando pertanto privo di effettiva originalità» e rigettando «la domanda attorea per la carenza di originalità del ritornello di cui si è lamentato il plagio e per la presenza di sostanziali differenze tra i due brani, in particolare, della componente armonica».

## Video musicale
Il videoclip ufficiale del brano è stato girato nella tenuta "Lunisiana Soul" di Zucchero a Pontremoli. Il menestrello della Lunigiana Luigi Fabbri da Panicale, in arte "Bugelli", compare in un cameo.

## Tracce
1. Quale senso abbiamo noi – 4:18 (testo: Zucchero, Tricarico – musica: Zucchero)

## Classifiche

### Classifiche settimanali
| Classifica (2013) | Posizione massima |
| ----------------- | ----------------- |
| Italia            | 27                |
| Italia (airplay)  | 10                |
| Europa            | 135               |

### Classifiche di fine anno
| Classifica (2013)         | Posizione |
| ------------------------- | --------- |
| Italia (airplay italiana) | 50        |
| Classifica (2014)         | Posizione |
| Italia (airplay italiana) | 40        |